# The Call Up
The Call Up – dziesiąty singel zespołu The Clash wydany 28 listopada 1980 przez firmę CBS.

## Lista utworów
1. The Call Up – 5:28
2. Stop the World – 2:32

## Podstawowy skład
- Joe Strummer – wokal, gitara
- Mick Jones – gitara, wokal
- Paul Simonon – gitara basowa
- Topper Headon – perkusja